# Patrick Johnson
Patrick Johnson, född 26 september 1972 i Cairns, är en australisk kortdistanslöpare på internationell elitnivå.
Johnson satte 2003 oceaniskt rekord på 100 meter vid tävlingar i Mito i Japan. Hans tid, 9,93 sekunder, är den bästa i världen presterad av en löpare som inte är bördig från Västafrika.
Johnson kom på sjätte plats på 200 meter vid VM 2005 i Helsingfors. Vid Samväldesspelen 2002 sprang han i det australiska stafettlag som vann bronsmedaljerna på 4 x 100 meter. Johnson har också nått final på olika distanser vid samväldesspel och världscuper.

## Personliga rekord
| Distans   | Tid     | Vind      | Stad, datum              | Anmärkning       |
| --------- | ------- | --------- | ------------------------ | ---------------- |
| 100 meter | 9,93 s  | 1,80 m/s  | Mito, 5 maj 2003         | Oceaniskt rekord |
| 150 meter | 15,67 s | -0,70 m/s | Geelong, 2 december 2006 |                  |
| 200 meter | 20,35 s | 1,00 m/s  | Malmö, 22 augusti 2006   |                  |
| 300 meter | 33,11 s |           | Geelong, 2 december 2006 |                  |